# Фидан, Хакан
Хака́н Фида́н (тур. Hakan Fidan; род. 17 июля 1968, Анкара, Турция) — турецкий дипломат, министр иностранных дел Турции, экс-глава турецкой службы безопасности.

## Биография
Хакан Фидан родился в 1968 году в Анкаре, Турция. Его отец был этническим курдом из Варто (провинция Муш), а мама Хакана — турчанка из Денизли. Его отец принадлежит к племени курдов Хасани, но сам Хакан Фидан идентифицирует себя турком по национальности. Владеет курдским языком на свободном уровне.  
После окончания магистратуры в области управления и политологии в университете штата Мэриленд, получил степень доктора в Университете Билькента. С 1986 по 2001 год служил унтер-офицером в турецкой армии. С 2003 по 2007 год возглавлял Турецкое агентство по сотрудничеству и координации. В ноябре 2007 года был назначен заместителем статс-секретаря в президиуме министров.
С 27 мая 2010 по 10 февраля 2015 года являлся главой турецкой службы безопасности. Покинул свой пост, чтобы баллотироваться на выборах в парламент Турции от Партии справедливости и развития.
9 марта 2015 года он отказался от своей кандидатуры и вернулся к своей прежней должности.
В 2009 году Хакан Фидан участвовал в секретных мирных переговорах с Рабочей партией Курдистана в Осло, а также беседовал с Абдуллой Оджаланом.
В ходе полномасштабного российского вторжения в Украину участвовал в переговорах об обмене военнопленными между Украиной и РФ. Так, в октябре 2022 года председатель Офиса президента Украины Андрей Ермак благодарил Фидана «за содействие освобождению 215 военных и обеспечение условий для защитников Азовстали в Турции».
3 июня 2023 года был назначен министром иностранных дел Турции в 67-м кабинете министров Турции.
Женат на Нуран Фидан. Имеет трех детей.

## Награды
- Орден «За заслуги» III степени (4 ноября 2022 года, Украина) — за весомый личный вклад в укрепление межгосударственного сотрудничества, поддержку государственного суверенитета и территориальной целостности Украины, популяризацию Украинского государства в мире[10].
- Золотой орден «Друг Азербайджана» (2024 год, журнал «Мой Азербайджан»)[11].
- Специальный сертификат Молодёжной организации ОИК за поддержку в активизации работы молодежных организаций (2007 год)[12].